# Perilissus dubius
Perilissus dubius là một loài tò vò trong họ Ichneumonidae.